# Locustella
Locustella är ett fågelsläkte i familjen gräsfåglar inom ordningen tättingar. Släktet omfattar 23 arter som förekommer i stora delar av Europa och Asien, till nordöstra Sibirien och Kamtjatkahalvön ner till Timor, med en art även i Afrika:
- Träsksångare (L. lanceolata)
- Bambusmygsångare (L. alfredi)
- Flodsångare (L. fluviatilis)
- Vassångare (L. luscinioides)
- Brun smygsångare (L. luteoventris)
- Kinesisk smygsångare (L. tacsanowskia)
- Långnäbbad smygsångare (L. major)
- Gräshoppsångare (L. naevia)
- Kinabalusmygsångare (L. accentor)
- Långstjärtad smygsångare (L. caudata)
- Sulawesismygsångare (L. castanea)
- Seramsmygsångare (L. musculus) – tidigare underart till castanea
- Burusmygsångare (L. disturbans) – tidigare underart till castanea
- Taliabusmygsångare (L. portenta) – nyligen beskriven art
- Bajkalsmygsångare (L. davidi)
- Fläckig smygsångare (L. thoracica)
- Himalayasmygsångare (L. kashmirensis)
- Taiwansmygsångare (L. alishanensis)
- Benguetsmygsångare (L. seebohmi)
- Javasmygsångare (L. montis)
- Sichuansmygsångare (L. chengi) – nyligen beskriven art
- Dalatsmygsångare (L. idonea)
- Rödbrun smygsångare (L. mandelli)

Vissa av arterna placerades tidigare i det numera enbart afrikanska släktet Bradypterus, men genetiska studier visar att de är en del av Locustella. Vidare studier från 2018 visar att även en afrikansk art, bambusmygsångaren, bör föras till släktet, som systerart till flod- och vassångaren. Å andra sidan rekommenderar författarna till denna studie att sex östasiatiska arter som traditionellt inkluderas i släktet, bland andra den i Europa påträffade starrsångaren, bör lyftas ut till det egna nyskapade släktet Helopsaltes. Dessa är visserligen systergrupp till de övriga, men de skildes åt för hela 14 miljoner år sedan. Denna linje följs här.